# Lawrence Roberts (Leichtathlet)
Lawrence Roberts (Lawrence Frederick „Bob“ Roberts; * 1. Juli 1903; † 8. März 1977) war ein südafrikanischer Hochspringer.
Bei den Olympischen Spielen 1924 in Paris wurde er Achter mit 1,83 m.
Seine persönliche Bestleistung von 1,867 m stellte er 1924 auf.